# 川西市立明峰小学校
川西市立明峰小学校（かわにししりつ めいほうしょうがっこう）は、兵庫県川西市萩原台西3丁目にある公立小学校。児童数は、2015年現在1000人程度で、市内で最も児童数が多い。

## 歴史
- 1976年4月 - 川西市立多田小学校より、分離開校。

## 周辺施設
- ライフォート鴬が丘店
- 川西市立明峰中学校

## アクセス
- 阪急バス湯山台系統・「明峰小学校前」下車すぐ
- 能勢電鉄鶯の森駅より徒歩20分（急な坂である）

## 著名な出身者
・ 山本和作（プロ野球選手。巨人→オリックス）
・ 山本彩加（元NMB48。明峰小学校→明峰中学校→大阪学芸高等学校）